# Steinreihe von Saith Maen

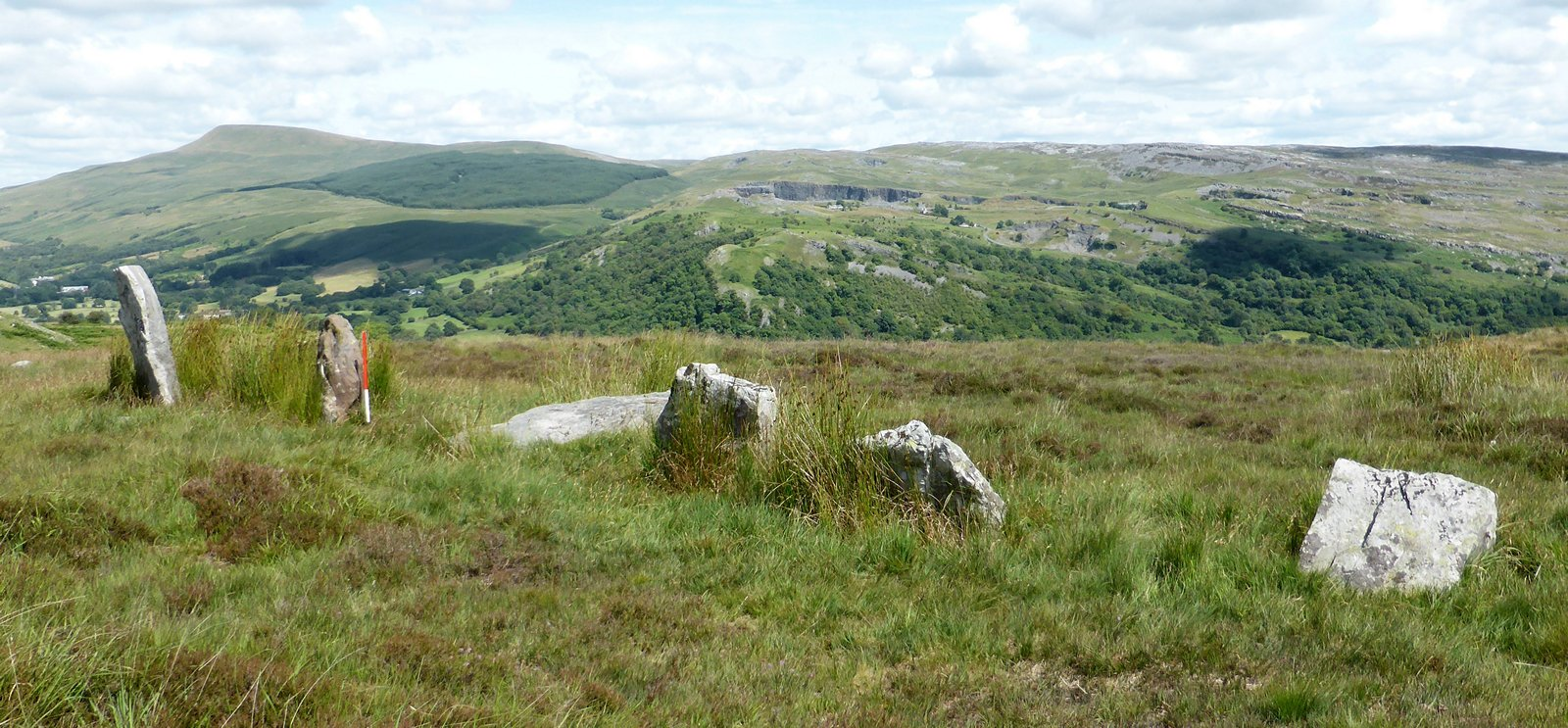
Steinreihe von Saith Maen

Die Nordnordost-Südsüdwest-orientierte Steinreihe von Saith Maen SE (engl. Alignement Saith Maen SE, auch Ystradgynlais genannt) liegt östlich der Straße A4067 oberhalb von Abercraft im Tal des Tawe in Powys in Südwales am Hang des 423 m hohen Cribarth („Schlafender Riese“) mit Blick auf „Craig y Nos Castle“. 
Saith Maen ist eine in Wales eher seltene Steinreihe von sieben (vielleicht einst acht) Steinen, sechs aus Karbon-Silicaten, einer aus Old-Red-Sandstein, von denen noch fünf stehen. Die stehenden Steine variieren in der Höhe zwischen 0,8 und 1,5 m. Sie sind kürzer als die liegenden, von denen einer 2,9 m misst. Die Ausrichtung weist etwa in Richtung des 5,5 km entfernt im Tal gelegenen Steinkreises von Cerrig Duon. 
In der Nähe liegt die Steinreihe The Saith Maen NW.